# بياتريس من فرماندوا
بياتريس من فرماندوا (ولدت حوالي.880 - بعد. 26 مارس 931)؛ هي أبنة هربرت الأول، كونت فرماندوا، فهي بالتالي حفيد الكبرى لـ برنارد ملك إيطاليا حفيد شارلمان، مما يجعلها من نسل شارلمان المباشر.
تزوجت في 895 من روبرت الأول، ماركيز نيوستريا (لاحقاً روبرت الأول ملك فرنسا في 922) زوجها قٌتل في 923؛ وهي والدة:-
- هيو العظيم؛[3][4] والد أوغو كابيه أول ملوك فرنسا من سلالة كابيتيون العريقة.
- وأيضا يعتقد الباحثون أنها والدة إيما من فرنسا زوجة الملك رودولف ملك فرنسا، في حين البعض الأخر يضعها كأبنة روبرت وزوجته الأولى أليس دي ماين.